# Saint-Martial-de-Mirambeau
Saint-Martial-de-Mirambeau ist eine französische Gemeinde mit 301 Einwohnern (Stand: 1. Januar 2022) im Département Charente-Maritime in der Region Nouvelle-Aquitaine (vor 2016 Poitou-Charentes); sie gehört zum Arrondissement Jonzac und zum Kanton Pons.

## Geographie
Saint-Martial-de-Mirambeau liegt etwa 62 Kilometer nördlich von Bordeaux. Umgeben wird Saint-Martial-de-Mirambeau von den Nachbargemeinden Semillac im Norden, Saint-Dizant-du-Bois im Nordosten, Mirambeau im Osten und Süden, Saint-Bonnet-sur-Gironde im Südwesten sowie Semoussac im Westen.

## Bevölkerungsentwicklung
| Jahr                       | 1962 | 1968 | 1975 | 1982 | 1990 | 1999 | 2006 | 2019 |
| Einwohner                  | 267  | 244  | 202  | 183  | 194  | 220  | 244  | 297  |
| Quellen: Cassini und INSEE |      |      |      |      |      |      |      |      |

## Sehenswürdigkeiten
- Kirche Saint-Martial, seit 2003 Monument historique

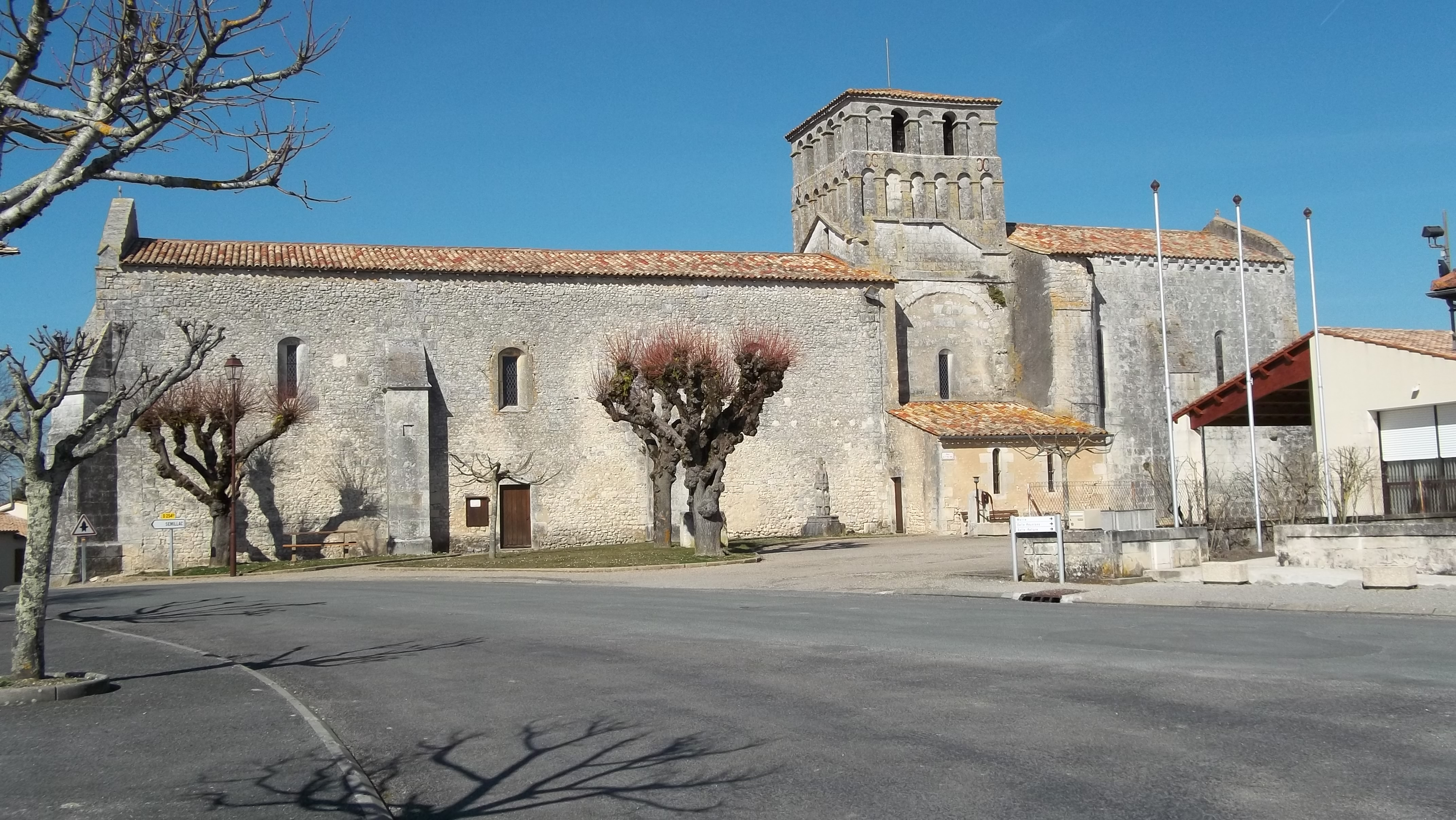
Kirche Saint-Martial